# جيمس مارتينو
جيمس مارتينو (بالإنجليزية: James Martineau)‏ ( 21 أبريل 1805-11 يناير 1900) هو فيلسوف لاهوتي مسيحي إنجليزي ذو تأثير على تاريخ التوحيدية.
عمل 45 عامًا بروفيسورًا في الفلسفة النفسية والأخلاقية وبروفيسورًا في الاقتصاد السياسي في كلية مانشستر الجديدة ومديرًا للمعهد اللاهوتي في الجمعية العامة للتوحديين والكنائس المسيحية الحرة.
تُحفظ العديد من صور مارتينو، بما في ذلك تلك التي رسمها جورج فريدريك واتس، في معرض اللوحات القومي في لندن. كشف المعرض في 2014 أن راعيته، كاثرين دوقة كامبريدج، كانت على صلة مع مارتينو. كان جد الدوقة الأكبر، فرانسيس مارتينو لوبتون، حفيد أخ مارتينو. يوجد في المعرض أيضًا مراسلات مكتوبة بين مارتينو وشاعر البلاط، وألفريد تنيسون، الذي سجل أنه «اعتبر مارتينو كالعقل المدبر في كل الشركات الكبيرة التي تعامل معها» قال وليم غلادستون عن مارتينو «هو بلا أدنى شك من أعظم المفكرين».
واحد من أبنائه، أديث مارتينو، كان رسامًا بالألوان المائية، ما قبل الرفائيلية (هي رابطة تشكلت من الرسامين والشعراء البريطانيين عام 1848 كاحتجاج على المستوى المتدني للفن الإنجليزي في ذلك الوقت).

## النشأة
ولد جيمس مارتينو في نورتش، إنجلترا، وكان السابع من بين ثمانية أطفال، والده توماس (1764-1826) عمل في صنع النسيج والتجارة. والدته إليزابيث رانكين، كانت الابنة الكبرى لأسرتها. انحدرت عائلة مارتينو من غاستون مارتينو، وهو طبيب جراح ولاجئ من هوغونوتيون، تزوج ماري بيير في 1693 واستقر في نورويتش. كان العديد من أفراد الأسرة نشطاء في مباعث التوحيدية، كان هناك الكثير لدرجة أن الغرفة في قاعة أسيكس، مقر الجمعية العامة للتوحديين والكنائس المسيحية الحرة، سُميت من بعدهم. كانت فروع عائلة مارتينو في نورويتش، برمنغهام ولندن موحِّدون بارزون اجتماعيًا وسياسيًا. كان هناك عائلات نخبوية موحِّدة أخرى في برمنغهام مثل كينريكس، ونيتلفولد، وتشامبيرلينس، كان هناك العديد من حالات التزاوج بين هذه الأسر. عملت ابنة أخته فرانسيس لوبتون وشقيقته هارييت، اللتان كانتا مقربتين من بعضهما، على إتاحة فرص تعليمية للنساء.

## التعليم وسنواته الأولى
تلقى جيمس تعليمه في مدرسة نورتش للقواعد، وكان زميله في الدراسة جورج بورو تحت إشراف إدوارد فالبي، وهو عالم كأخيه المعروف ريتشارد. ارُسل إلى برستل إلى كلية الدكتور لانت الخاصة ودرس هناك لسنتين. عند مغادرته تلقى تدريبًا على الهندسة المدنية في دربي، حيث اكتسب «مخزون حصري من المفاهيم العلمية»، وبدأ يبحث عن الدين أيضًا من أجل التحفيز العقلي.
اتُّبع تحول مارتينو الديني، وفي عام 1822 ارتاد الكلية المعارضة في جامعة مانشستر وبعدها في يورك. كان عمه بيتر فينش مارتينو واحد من نواب الرئيس. هنا هو«ايقظ الاهتمامات بالتخمينات الأخلاقية والميتافيزيقية». من أساتذته القس تشارلز ويلبيلوفد، الذي قال عنه مارتينو مرة أنه «سيد أنواع لاردنَر الحقيقية، صريح وكاثوليكي، بسيط وعميق، حنون إنسانيًا، ويخدم بخشوع كل تعليمات الحقيقة المقدسة». القس الآخر جون كينريك وُصف كرجل تعلم ليُدرج من قبل عميد ستانلي «في نفس مجال  بلومفيلد وثيروال».
توقفت مهنة مارتينو الوزارية بعد وقت قصير في 1832 بعد ظهور صعوبات متزايدة  في «الإعانة الملكية» بسبب وفاة كبير الوزراء. تصورها هو مثل «احتكار ديني» التي «ساهمت فيها الأمة ككل» بينما «حاز عليها أعضاء الكنيسة المشيخية» ومما وضعه في «موضع يتعلق بالدولة» لذا «كان هذا غير مقبول فعليًا» بحيث تكون «مستحيلة الإجراء». يوجه التميز الفردي المشيخي من جهة، والكاثوليك، أعضاء جمعية الأصدقاء الدينية، اللا امتثاليين الآخرين، وغير المؤمنين، واليهود من جهة، الذين أُجبروا على دعم الوزارة التي عارضوها بشكل واعي. لكن ضميره سمح له بحضور تتويج الملكة فيكتوريا في 1837 واليوبيل الذهبي للملكة فيكتوريا بعد مرور نصف قرن. في السنة التي سبقت التتويج في قصر سانت جيمس «قبّل مارتينو يد الملكة» في توكيل وزراء المشيخية البريطانيين.

## أعماله وكتاباته
اسُّتدعي من دبلن إلى ليفربول. استقر في منزل يملكه جوزيف ويليامسون. نشر عمله الأول في ليفربول بعد استقراره هناك لمدة 25 عام، الأساس المنطقي في الاستفسار الديني، جذب عمله اهتمام العديد من الشخصيات الدينية والفلسفية.
في 1840 عُين بروفيسورًا في الفلسفة النفسية والأخلاقية  في الاقتصاد السياسي في كلية مانشستر الجديدة، انتقلت المدرسة الدينية التي تلقى تعليمه فيها من يورك إلى مانشستر. شغل 45 عامًا في منصبه بالإدارة (1896-1885). في 1853 انتقلت الكلية إلى لندن، وبعد أربع سنوات تبعها هو إلى لندن أيضًا. في 1853 جمع مع عمله هذا الوعظ في منبر كنيسة ليتل بورتلاند ستريت في لندن، شاركه في عمله جون جيمس تايلر (كان أيضًا زميله في الكلية). عمل كوزير فقط في الإثني عشر شهرًا المقبلة.
في 1866 عندما تقاعد المتمرد الليبرالي دكتور جون هوبز بقي الكرسي المسؤول عن فلسفة العقل والمنطق شاغرًا في كلية لندن الجامعية. أصبح مارتينو مرشحًا وعلى الرغم من حصوله على الدعم من بعض الجهات، تنظمت المعارضة القوية من قبل معارض تدخل الأكليروس جورج غروت، الذي تسبب رفضه في دعم مارتينو إلى تنصيب جورج كروم روبرتسون، وبعده رجل غر. على أي حال، تجاهل مارتينو منصب غروت، بقدر ما تعلم هوبز من عمله كبروفيسور، وطور صداقته الودية مع روبرتسون.
انُّتخب مارتينو كعضو شرف أجنبى في الأكاديمية الأمريكية للفنون والعلوم في 1872. حصل على دكتوراه في القانون من جامعة هارفارد في 1872.

## حياته ومعتقداته
وصف مارتينو بعض التغيرات التي شهدها، وكيف «طبق المشكلات المنطقة والأخلاقية والمسلمات والافتراضات للمعرفة المادية»، وانتقل في خيوط ضيقة «لتفسير الظواهر البشرية عن طريق قياس الطبيعة الخارجية» وكيف أنه اختبر في فترة « التعليم الثاني» في جامعة هومبولت في برلين مع فريدريك أدولف تريندلينبورغ «ولادة فكرية جديدة». جعله هذا أكثر ألوهية مما كان من قبل وطور وجهات نظر الفلسفة المتعالية، التي أصبحت تيار مهم في التوحيدية.

### سنواته المبكرة
كان مارتينو في بداياته واعظًا. على الرغم من أنه لم يؤمن بالتجسيد فقد عدّ مظاهر الألوهية واضحة في البشرية، شهد البشر التأليه، وتستند الحياة على الاحترام  والنعمة التي تعود لخالقها. أدى عمله كواعظ بالقيام بأعمال عززت سمعته: السعي بعد الحياة المسيحية، السلسلة الأولى، 1843، السلسة الثانية، 1847، ساعات التأمل، السلسة الأولى، 1876، السلسة الثانية، 1847. ناقش كتب تراتيل مختلفة في دبلن في 1831، وفي ليفربول في 1840، وفي لندن في 1873، وصلوات المنزل في 1891.
في عام 1839 أتى مارتينو للدفاع عن المذهب الوحدوي تحت هجوم رجال دين ليفربول بما في ذلك فيلدنغ أولد َهيو منيل. نشر مارتينو في النقاش خمس خطابات، ناقش فيها «الإنجيل كسيرة ذاتية عظيمة للطبيعة الإنسانية من مرحلة الطفولة إلى حد الكمال»، «ألوهية المسيح»، «الخلاص غير المباشر»، «الشر»، «المسيحية من دون كاهن وطقوس».
في كتاب مارتينو الأسبق الأساس المنطقي في الاستفسار الديني، الذي نُشر في 1836، وضع فيه سلطة العقل فوق الكتب المقدسة، وقيم العهد الجديد بأنه «غير ملهم لكنه صادق، وعميق، وصالح، وصارم، لكنه غير معصوم عن الخطأ» صنفه الكتاب، بين كبار الوحدويون البريطانيون، كمتشدد خطير، كانت أعماله محفزًا لحرب الكتب في أميركا بين جورج ريبلي (الذي فضل تساؤل مارتينو عن الدقة التاريخية للنصوص المقدسة) ومع أكثر المحافظين اندروز نورتن. على الرغم من اعتقاده أن الإنجيل غير معصوم عن الخطأ إلا أنه استمر بالاعتقاد أن «من غير المعقول وصف الشخص بكونه مسيحيًا إن كان ينكر الأصل الخارق لديانة المسيح» هذا المصطلح الذي فسره لم يستخدم على أنه «اسم للمديح» بل ببساطة «تحديد معتقد».

## روابط خارجية
- جيمس مارتينو على موقع الموسوعة البريطانية (الإنجليزية)